# Franz Alfred Schilder
Franz Xaver Alfred Johann Schilder (Vinohrady, 13 aprile 1896 – Halle, 11 agosto 1970) è stato un biologo e malacologo tedesco di origine austriaca, professore onorario di zoogeografia e biometria.

## Biografia
Schilder nacque il 13 aprile 1896 a Královské Vinohrady, oggi un quartiere di Praga, in Boemia, ma a quel tempo parte dell'impero austro-ungarico. Nel 1908 Schilder si trasferì a Vienna. Dopo essersi diplomato nel 1914, studiò medicina, ma l'anno successivo i suoi studi furono interrotti dallo scoppio della prima guerra mondiale. A conflitto concluso proseguì gli studi in etnografia, geografia e paleontologia. Nel 1921 divenne dottore in filosofia.
Nel 1922 Schilder emigrò in Germania. A Berlino iniziò a frequentare il Museo entomologico. In questo periodo Schilder sposò Maria Heitrich, una chimica tedesca. Nel 1925 Schilder era già uno scienziato riconosciuto a Naumburg/Saale presso l'istituto statale per la ricerca sulla Phylloxera, rimanendovi fino al 1947. Nel 1945 Schilder divenne professore di zoologia all'Università di Halle-sur- Saale dove insegnava zoogeografia e statistica.
In un primo momento, ha combinato l'insegnamento ad Halle con il suo lavoro principale a Naumburg, tuttavia nel 1947 si è trasferito ad Halle e ha iniziato a insegnare anche genetica e antropologia.. Tra il 1954 e il 1963 Schilder tenne anche conferenze un giorno alla settimana a Lipsia. Schilder si ritirò nel 1962, ma anche dopo fu invitato a tenere conferenze frequentemente fino al 1966.
Schilder era un membro di entrambe le società inglesi, della German Zoological Society, della German Malacozoological Society e un membro onorario della Hawaiian Malacological Society e del Keppel Bay Shell Club.
Franz Albert Schilder muore l'11 agosto 1970 ad Halle.
| Schilder è l'abbreviazione standard utilizzata per le specie animali descritte da Franz Alfred Schilder. Categoria:Taxa classificati da Franz Alfred Schilder |